# Sábado negro
Als Sábado negro (spanisch für Schwarzer Samstag) wird in Mexiko das am Samstag, dem 5. März 2022 im Rahmen der mexikanischen Fußballmeisterschaft ausgetragene Spiel zwischen dem Querétaro Fútbol Club und dem amtierenden Meister Atlas Guadalajara am neunten Spieltag der Clausura 2022 bezeichnet, das infolge von Massenschlägereien im Estadio La Corregidora der Stadt Querétaro und dem totalen Kontrollverlust durch die nicht in Erscheinung getretenen Sicherheitsorgane in der 63. Minute beim Stande von 0:1 für den Gast abgebrochen wurde. Die Ausschreitungen bewirkten eine der größten Katastrophen im mexikanischen Fußball und setzten eine Reihe von Untersuchungen in Gang.

## Die Ereignisse
Das Spiel musste abgebrochen werden, nachdem es auf den Tribünen zu Ausschreitungen gekommen war, die durch einen Platzsturm auf das Spielfeld übergriffen und anschließend auch außerhalb des Stadions fortgesetzt wurden. Fans beider Lager mussten aufgrund der schweren Krawalle in umliegende Krankenhäuser gebracht werden.

## Widersprüchliche Aussagen
Während es von offizieller Seite hieß, dass bei den Ausschreitungen 22 Personen verletzt wurden, von denen 9 im Krankenhaus behandelt werden mussten (darunter 2 Schwerverletzte), berichteten die lokalen Medien von mindestens 17 Todesopfern. So heißt es in einem weiteren Artikel der spanischen Sportzeitung Marca: „Nach den blutigen Szenen im Spiel der Liga MX zwischen Queretaro und Atlas wurden viele Informationen mit widersprüchlichen Zahlen veröffentlicht. … Die Liga MX und der Querétaro FC weigern sich bisher, die genannten Todesfälle zu bestätigen … und berichten nicht über das, was wirklich geschehen ist.“ So kursieren unter anderem Berichte über Lynchmorde an Fans durch radikale Gruppen.
Wenige Tage später wurde die Verhaftung von 14 dringend tatverdächtigen Hooligans vermeldet und die Zahl der Verletzten von offizieller Seite auf 26 erhöht, während Todesfälle weiterhin bestritten wurden.

## Fehlendes Sicherheitspersonal beim Risikospiel
Obwohl die Begegnung gemäß der Aussage eines Reporters als Risikospiel einzustufen war, vermissten sowohl einheimische Besucher als auch die Gästefans beim Ausbruch der Krawalle jegliches Sicherheitspersonal.
Zudem belegen Filmaufnahmen den Berichten mehrerer Medien zufolge, dass Sicherheitskräfte Absperrtore geöffnet haben, um einheimischen Hooligans tätliche Angriffe auf gegnerische Fans zu ermöglichen. Selbst der Präsident der Sportkommission des Bundesstaates Querétaro kritisierte, dass nur 100 Sicherheitsleute vor Ort waren und noch dazu von Hooligans unterwandert gewesen seien, die die Gewalt der Drogenkartelle nachahmten.
Dass es sich tatsächlich um eine schon lange bestehende Rivalität handelt, die immer wieder von kleineren oder mittelschweren Ausschreitungen begleitet wurde, belegt ein Bericht des ESPN: Es begann am 29. April 2007, dem letzten Spieltag der Clausura 2007. Durch einen 2:0-Sieg des Club Atlas im heimischen Estadio Jalisco musste Querétaro den Abstieg in die zweite Liga hinnehmen. Nach dem Spiel kam es im Stadionumfeld zu Krawallen und Festnahmen. Nach dem Wiederaufstieg des Querétaro FC zwei Jahre später kam es beim nächsten Duell im Estadio La Corregidora am 27. März 2010 während der Halbzeitpause zu Schlägereien auf der Tribüne. Am 23. Februar 2013 kam es erneut in Querétaro zu Handgreiflichkeiten, als beide Seiten sich unter anderem mit Steinen und Flaschen bewarfen. Zudem gehören die Barras beider Vereine zu den Gefürchtetsten von Mexiko.

## Analyse und Nachwirkungen
Als Enrique Alfaro, der Gouverneur des Bundesstaates Jalisco, in dessen Hauptstadt Guadalajara der Gastverein Atlas beheimatet ist, auf einer Pressekonferenz mit der Frage konfrontiert wurde, ob es sich bei den gewalttätigen Ausschreitungen möglicherweise um eine Auseinandersetzung zwischen rivalisierenden Drogenbanden gehandelt haben könnte, erklärte er in etwa: „Was dort geschah, sah nicht nach einer Auseinandersetzung zwischen Fußballfans aus, sondern erweckte einen anderen Eindruck.“
Diese Ansicht vertritt unter anderem auch der Sportjournalist David Faitelson, demzufolge den Hooligans von Querétaro Mitglieder des Drogenkartells Jalisco Nueva Generación angehören.
Am 8. März wurden vom Verband die ersten Strafen gegen den Querétaro FC verkündet: neben der Spielwertung von 0:3 zu Gunsten des Club Atlas wurde der Verein mit einer einjährigen Zuschauersperre sowie einer Geldstrafe von umgerechnet 65.000 Euro belegt. Besonders belastend für den Heimverein und das gesamte „Sicherheitskonzept“ der Stadt Querétaro war das ausgewertete Videomaterial, in dem Berichten zufolge belegt werden konnte, dass Mitarbeiter des Sicherheitsdienstes Tore zwischen den Blöcken geöffnet und sich vereinzelt selbst an den Angriffen auf Atlas-Fans beteiligt hätten. Daher halten viele Mexikaner die ausgesprochenen Strafen auch für viel zu milde.
Durch die erschütternden Geschehnisse des „Sábado negro“ solidarisierten sich auch Fans anderer Mannschaften, unter anderem des Stadtrivalen Chivas, mit den trauernden Atlas-Fans, und kamen zu einer gemeinsamen Gedankveranstaltung im Estadio Jalisco zusammen.
Für den am darauffolgenden Wochenende in Guadalajara ausgetragenen Clásico Nacional zwischen dem Stadtrivalen Chivas und dem Hauptstadtverein Club América hat der gastgebende Verein Chivas seine Ultras aus dem Stadion verbannt, deren Plätze an Kinder vergeben und die Fans dazu aufgerufen, das „wichtigste Spiel des Jahres in Mexiko“ zu einem „farblosen Klassiker“ zu machen. Die Zuschauer wurden gebeten, in neutralen – bevorzugt in weißen – Farben ins Stadion zu kommen.
Außerdem wurde auf Wunsch der Behörden von Aguascalientes, der Heimat des Club Necaxa, dessen Heimspiel in der darauffolgenden Woche gegen den Querétaro FC „als Zeichen des Mitgefühls“ vor leeren Rängen ausgetragen.
In den zweieinhalb Monaten nach der Tragödie wurden knapp 50 Verhaftungen vorgenommen; unter anderem auch von mehreren an den Krawallen beteiligten Personen, die ihren Wohnsitz im Bundesstaat Jalisco haben. Zu den (vorübergehend) festgenommenen Personen zählte auch der Anführer der Barra 51 des Atlas FC.

### Konsequenzen
Hernán Cristante, der Trainer des Querétaro Fútbol Club, erklärte, dass einige seiner Spieler in den Tagen nach den schweren Ausschreitungen, die offensichtlich von gewalttätigen Fans der Heimmannschaft angezettelt wurden, Todesdrohungen erhalten hätten und dass der Verein keinem Spieler Steine in den Weg legen würde, der sich für einen Weggang entscheiden sollte.
Eine weitere Maßnahme des Verbands war, der Grupo Solares die (finanziell ohnehin noch nicht vollständig beglichene) Eigentümerschaft am Querétaro FC zu entziehen und das Eigentum für eine gewisse Zeit auf den vorherigen Eigentümer, die Grupo Caliente, zurück zu übertragen. Dieses Eigentumsverhältnis sollte allerdings nur vorübergehend sein, weil die Grupo Caliente mit dem Club Tijuana noch einen weiteren Verein in der Liga MX besitzt. Ferner wurde bei Wiedereröffnung für Spiele mit Publikum am 19. März 2023 gegen den FC Juárez für das Estadio La Corregidora eine Fan-ID-Technologie eingeführt, die vier Wochen später für alle Erstliga-Begegnungen Mexikos verpflichtend wurde.